# Cardamine ramosa
Cardamine ramosa är en korsblommig växtart som beskrevs av Reed Clark Rollins. Cardamine ramosa ingår i släktet bräsmor, och familjen korsblommiga växter. Inga underarter finns listade i Catalogue of Life.